# Calanthemis morettoi
Calanthemis morettoi es una especie de escarabajo longicornio del género Calanthemis, tribu Clytini, subfamilia Cerambycinae. Fue descrita científicamente por Adlbauer en 2004.

## Descripción
Mide 9,5-10 milímetros de longitud.

## Distribución
Se distribuye por Camerún.